# Pösgraben
Der Pösgraben ist ein Bach im Südosten Leipzigs. In seinem letzten Teilstück führt er den Namen Ochsengraben.  Wasserrechtlich ist es ein Gewässer II. Ordnung. Durch Siedlungen oder über Ackerland verlaufend ist er auf weiten Strecken begradigt.

## Verlauf
Der Pösgraben entsteht im nördlichen Teil des Oberholzes aus zwei Quellbächen. Er verlässt das Oberholz durch eine Unterführung unter der Bahnstrecke Leipzig–Geithain. Durch die Siedlung Oberholz verläuft er teils verrohrt, teils in einem neu ausgebauten Graben. Dann passiert er Großpösna und unterquert die Autobahn A38 am Parkplatz Pösgraben. Dabei erreicht er die Liebertwolkwitzer Flur und damit das Stadtgebiet von Leipzig. Vor der Deponie Liebertwolkwitz nimmt er an der Naunhofer Landstraße den von links kommenden Schaukelgraben auf. In einem weiten Bogen umfließt er nun den Holzhausener Colmberg. Kurz vor dem Erreichen von Kleinpösna kommt von rechts der Grenzgraben Kleinpösna. Am Ortseingang von Kleinpösna kann mittels eines Schützes Überschusswasser über den abzweigenden Kleinpösnaer Umflutgraben in den Zauchgraben abgeleitet werden. Nun durchzieht der Pösgraben Kleinpösna und unterquert die Autobahn A14. Ab hier heißt er Ochsengraben. Nach etwa einem Kilometer verlässt der Ochsengraben das Leipziger Stadtgebiet und mündet nach circa 600 Metern in die Threne.
Mit der 1999 erfolgten Eingemeindung von Liebertwolkwitz, Holzhausen und Kleinpösna nach Leipzig wurde der Pösgraben ein Leipziger Gewässer. Die Länge des Pösgrabens beträgt 10,45 Kilometer (+ 1,61 Kilometer Ochsengraben). 6,55 Kilometer des Pösgrabens verlaufen auf Leipziger Stadtgebiet.

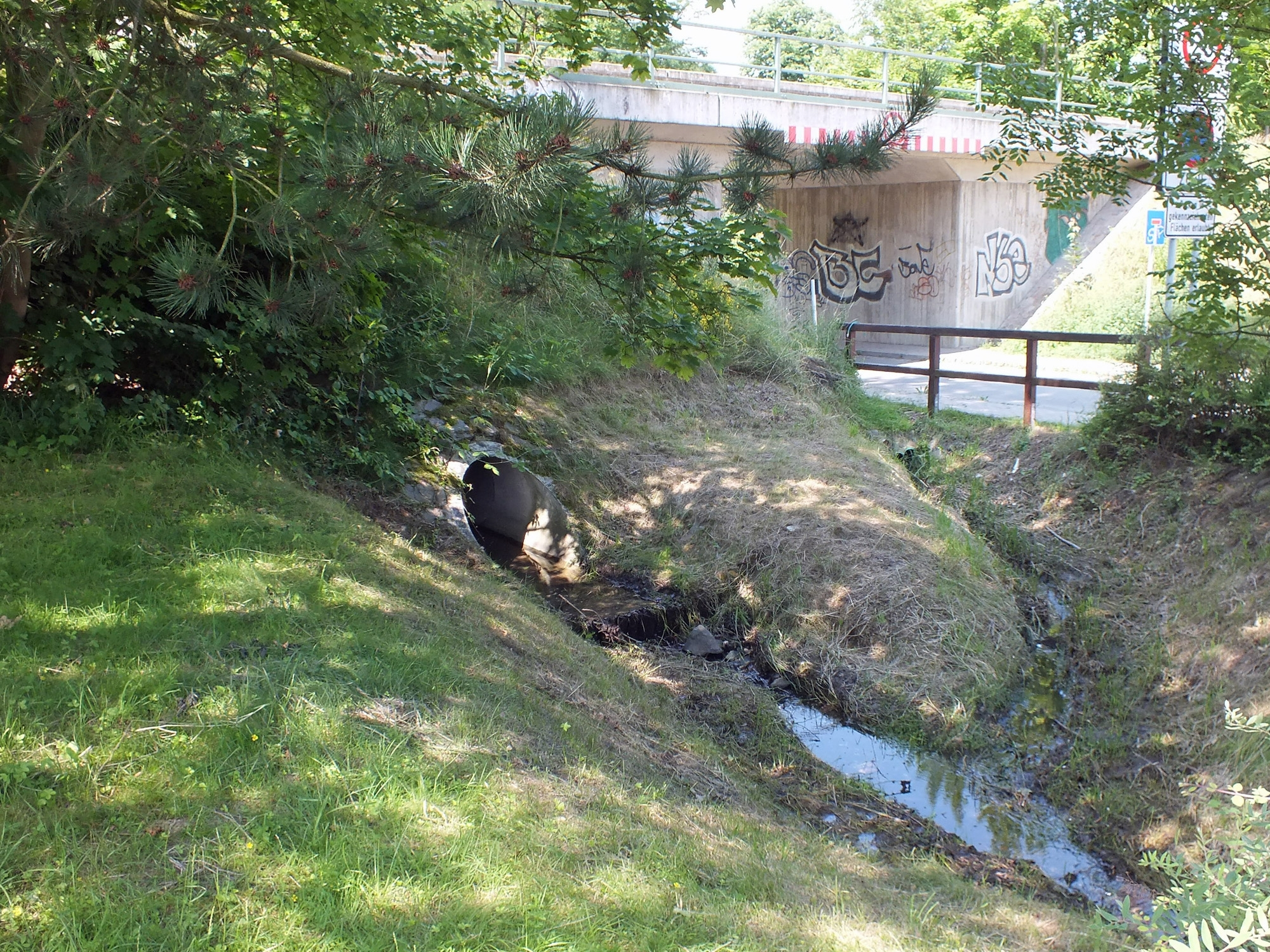
Austritt aus dem Oberholz
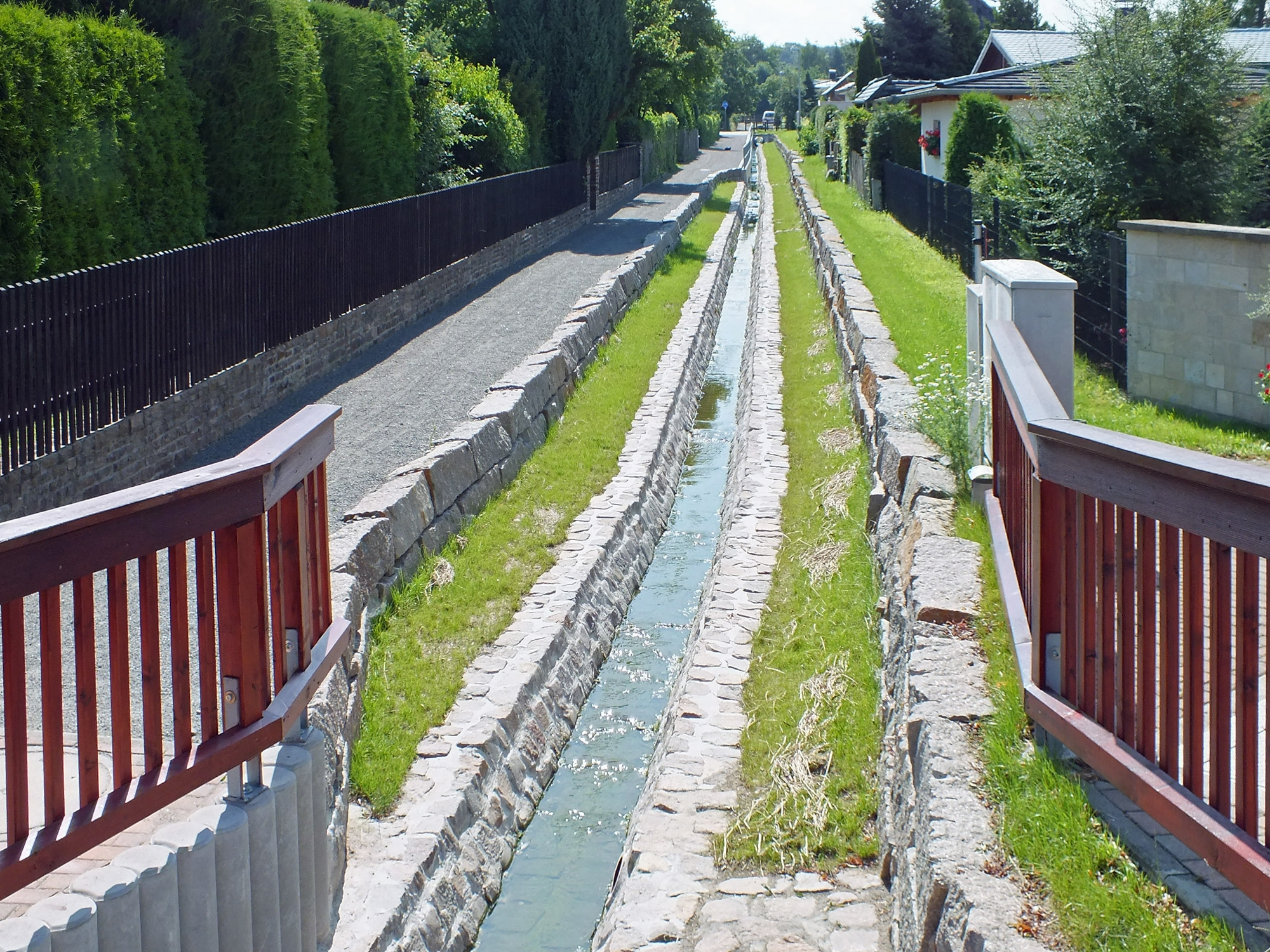
In der Siedlung Oberholz
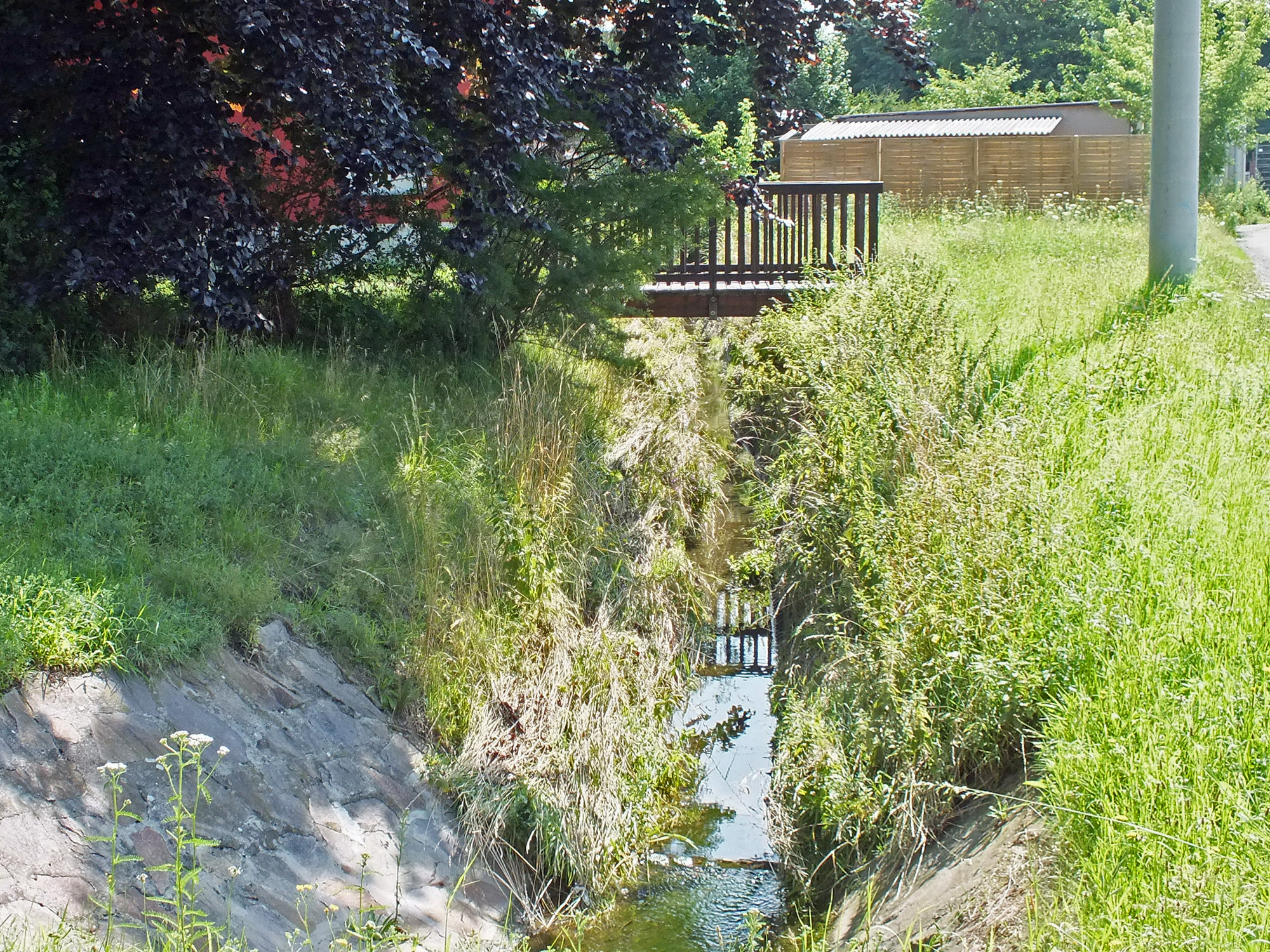
In Großpösna
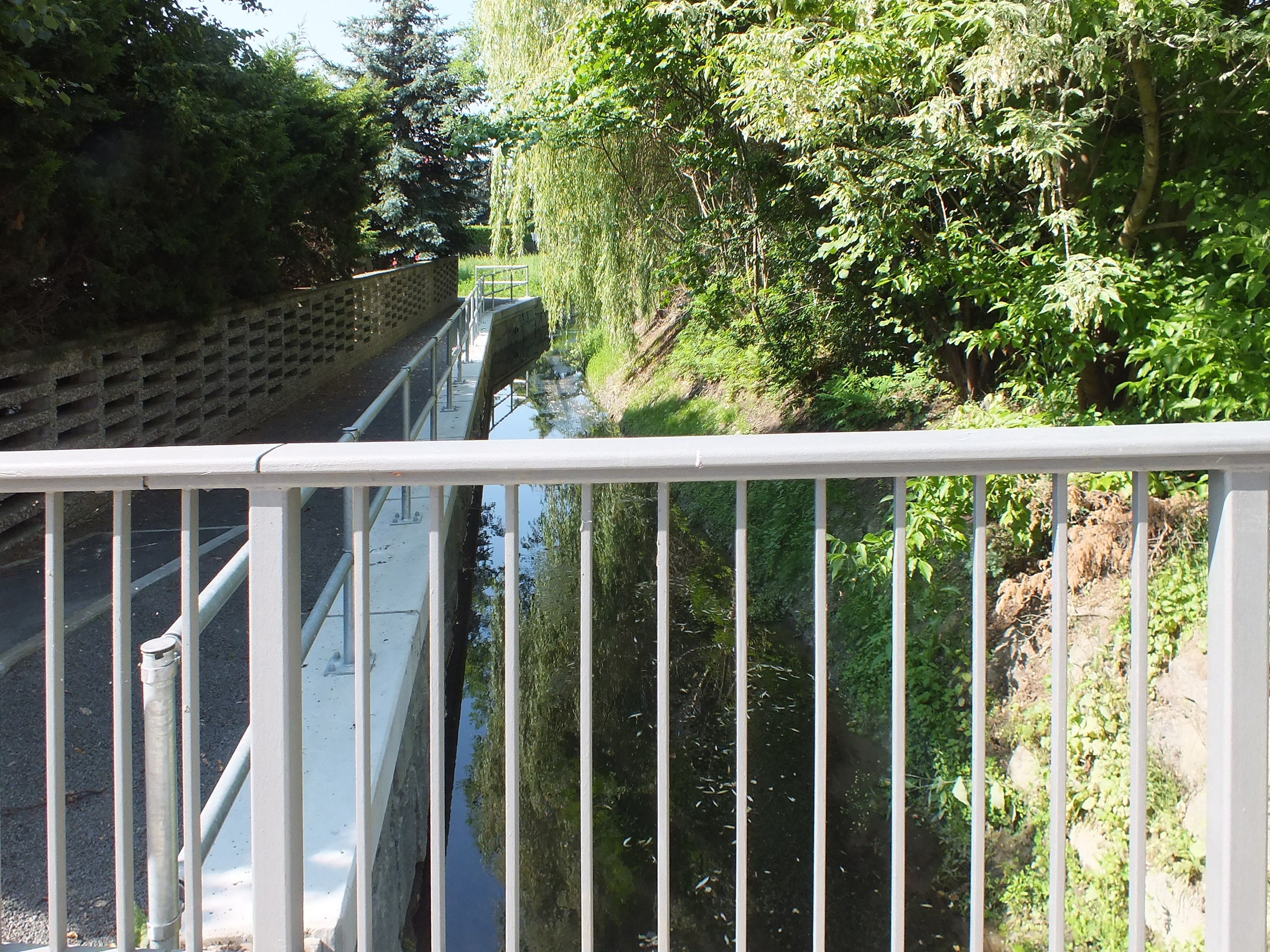
In Kleinpösna

## Hochwasser

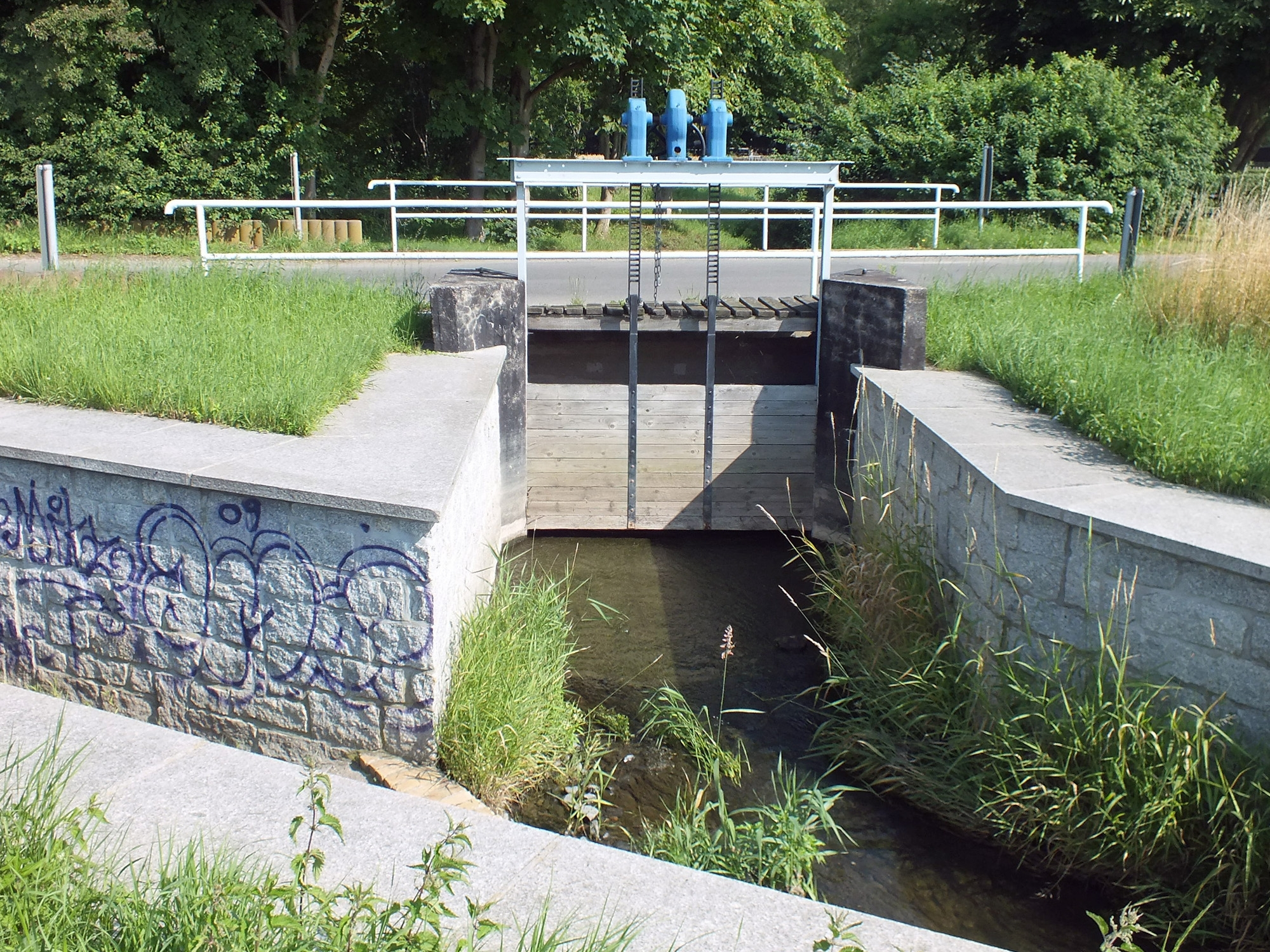
Hochwasserschutz vor Kleinpösna

Das relativ große Einzugsgebiet des Pösgrabens verbunden mit dem geringen Gefälle führt nach Starkregen oder plötzlich einsetzendem Tauwetter an seinem Unterlauf zu einer großen Hochwassergefahr. Davon ist besonders Kleinpösna betroffen. Bedeutende Hochwässer waren in dem Ort in den Jahren 1854, 1886, 1940, 1943, 1954, 1982 und 2002 zu verzeichnen. Zur Minderung des durch den Ort fließenden Wassers wurde am Ortseingang ein Schütz zur Ableitung in den Umflutgraben errichtet.